# Herinneringsmedaille van Koning Christiaan X voor de IIe Luitenants, Sergeanten en Korporaals van de Cavalerie
De Herinneringsmedaille van Koning Christiaan X voor de IIe Luitenants, Sergeanten en Korporaals van de Cavalerie, (Deens: "Christian den Niendes Erindringsmedaille fra Rytteriets Sekondløjtnant-, Sergent-, og Korporalskole") is een van de herdenkingsmedailles van het Deense Koninklijk Huis. De medaille werd op 4 november 1926 ingesteld door de jubilerende koning Christiaan X van Denemarken die vierde dat hij 25 jaar eerder was aangenomen aan de Deense Militaire Academie.
De medaille werd op een feest in kleine kring verleend aan 38 kameraden uit de officiersjaargang van de latere Deense Koning.
Kroonprins Christiaan was in 1901 de eerste Deense prins geweest die, op eigen verzoek, als iedere andere rekruut in dienst werd genomen. Hij werd op basis van gelijkheid gedrild en opgeleid. De Prins had de ongebruikelijke stap gedaan om zijn vader Christiaan IX persoonlijk om deze behandeling te verzoeken. Eerdere Deense prinsen genoten tijdens hun militaire training bijzondere voorrechten.
De medaille werd aan het voor jubileum- en herdenkingsmedailles gebruikelijke rode lint met ingeweven wit kruis op de linkerborst gedragen. Het lint werd zoals in Denemarken gebruikelijk tot een vijfhoek gevouwen. Ook het op dagelijks tenue gedragen lint, een zogeheten baton vertoont dit witte kruis op een rode achtergrond. De Denen gebruiken hetzelfde lint voor vijfentwintig van hun medailles.